# District de Lusignan
Le district de Lusignan est une ancienne division territoriale française du département de la Vienne de 1790 à 1795.
Il était composé des cantons de Lusignan, Couhé, Saint Sauvent, Sanxais et Vivône.